# Åge Hadler
Åge Hadler (født 14. august 1944 i Bergen) er en norsk orienteringsløber, der blev den første verdensmester i den individuelle klasse ved en VM i orientering, som blev afholdt i 1966. I 1970 tog Hadler guld i stafet og igen i individuelt i 1972. Herudover har Hadler taget tre bronzemedaljer.